# Baal (Gott)
Baal (auch Baʿal) (ugaritisch 𐎁𐎓𐎍, phönizisch 𐤁𐤏𐤋, althebräisch בעל) ist im Altertum eine Bezeichnung für verschiedene Gottheiten im westsemitischen (syrischen und levantinischen) Raum und bedeutet je nach Kontext, in dem das Wort verwendet wird, Herr, Meister, Besitzer, Ehemann, König oder Gott. Baal war ein Titel, der für jeden Gott verwendet werden konnte. Als Baal wird gewöhnlich der oberste Gott des örtlichen Pantheons bezeichnet. Er ist meist ein Berg-, Wetter- und Fruchtbarkeitsgott. Mit Baal gleichgesetzt wurde oft der babylonische Wettergott Adad.

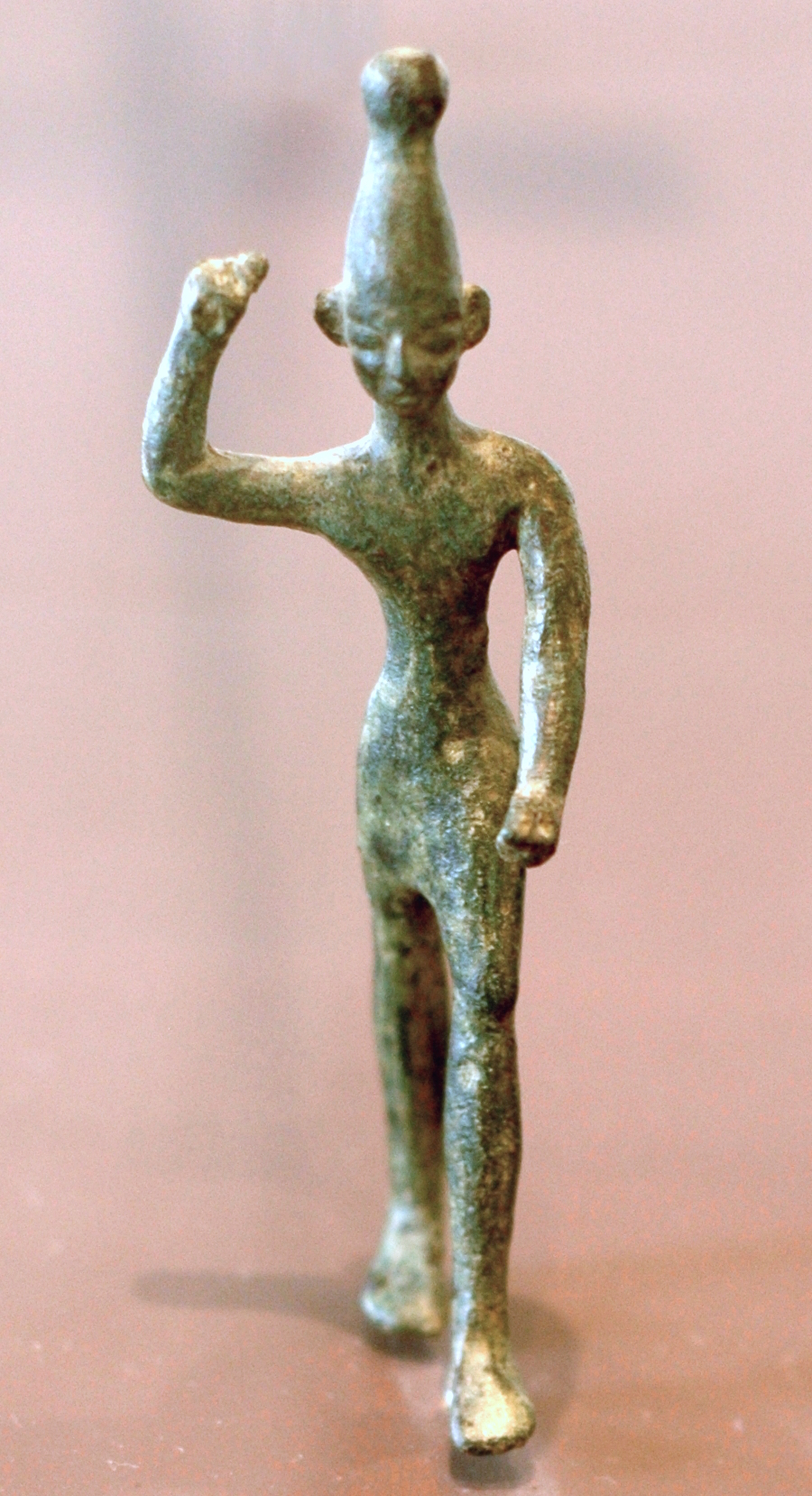
Baal-Bronzestatue aus Ugarit (14. bis 12. Jahrhundert v. Chr.)

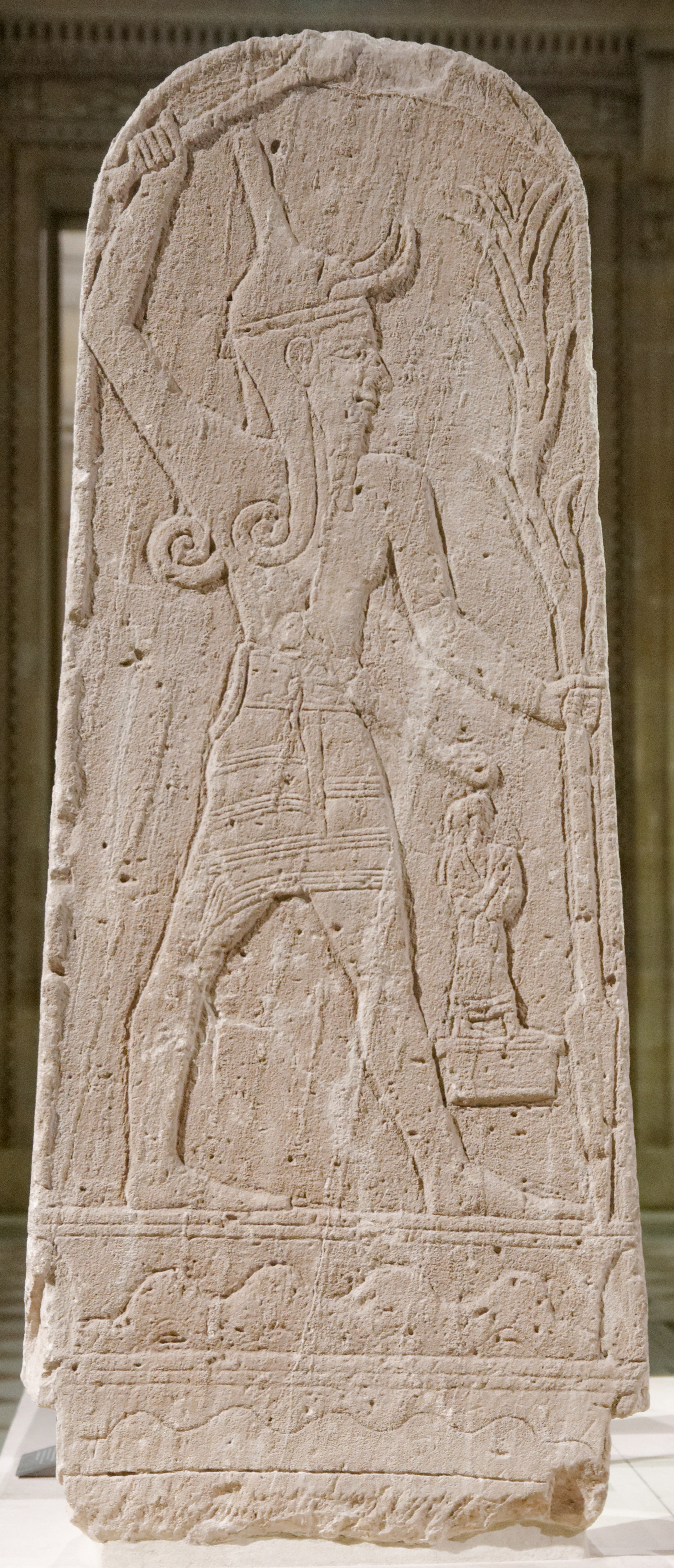
Stele des Baal, 15. bis 13. Jahrhundert v. Chr., gefunden am Baaltempel in Ugarit: Baal als Gewitter- und Wettergott: in der rechten Hand die Donnerkeule, links der stilisierte Blitzspeer, Berggott: zu seinen Füßen eine Wellenlinie, die Berge darstellt (sein Sitz ist der Berg Zaphon), die untere Wellenlinie repräsentiert seine Herrschaft über das Meer, nachdem er Yam besiegt hat. Die kleine Figur ist wohl der König von Ugarit. Heute im Louvre, Höhe 142 cm, B 50 cm, T 28 cm.

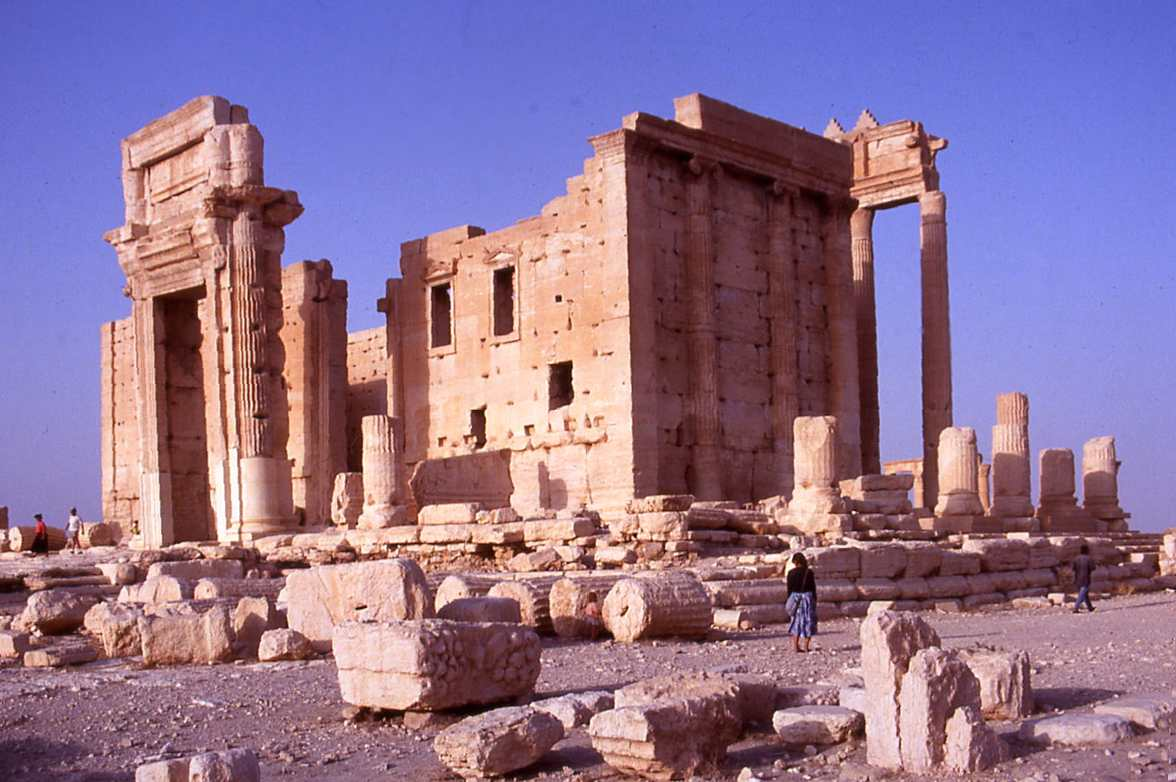
Tempel des Bel, Palmyra

## Baal in Syrien-Palästina
Die Auswertung der Schrifttafeln aus Ebla ergab etwa 500 Gottheiten. Teilweise wurden sumerische und hurritische Götternamen übernommen. Jahrhunderte später sind noch etwa 50 herausragende Gottheiten in Syrien belegt. Dagān als Herr (bel) der Götter hat dabei eine führende Aufgabe.

### Ugarit
Den tiefsten Einblick in die Götterwelt Kanaans geben die praktisch komplett aufgefundenen Keilschriftarchive der um 1200 v. Chr. zerstörten Stadt Ugarit, Hauptstadt des gleichnamigen bronzezeitlichen Stadtstaates. Die Tafeln hielten unter anderem Epen, Mythen, Gebete, Götter- und Opferlisten, zeremonielle Texte und Vorschriften fest.
Der längste Mythenzyklus aus Ugarit beschäftigt sich mit Baal. Baal war in der ugaritischen Religion ein Wettergott, der Wind, Wolken und Regen beherrscht. Indem er die Dürre beendet, ist er Spender der Fruchtbarkeit.
Als Gewittergott, der über die Wolken eilt, der die Wolken „wie Kälber vor sich hertreibt“ und über Donner und Blitz verfügt, ist er dynamisch, mächtig und kampfkräftig. Dargestellt wird er mit einem erhobenen Arm einherschreitend, mit dem er die Donnerkeule hält, während er in der linken Hand den Blitzspeer trägt. Die Zuordnung von Figuren des „Schreitenden Gottes“ an bestimmte Gottheiten ist allerdings meist nicht möglich.
Der für Wasser, Brot, Wein, Öl, Kräuter (Nahrung für das Vieh) und ihr Gedeihen verantwortliche Gott ist in einer bäuerlichen Kultur von besonderer Bedeutung. Die Motive des zitierten Hymnus finden sich in Psalm 65 der Bibel auch für JHWH. (Ps 65,7-13 )
In den Ugarit-Texten wird Baal als Zabul (Fürst), Herr der Erde und als Wolkenreiter bezeichnet.

### Allgemeine Verehrung des Baal
In Ugarit wurde eine Entwicklung aus Ebla übernommen und stellte eine auf Ugarit bezogene Einzigartigkeit dar: Die verstorbenen Könige wurden vergöttlicht und bekamen einen eigenen Kult. Damit erreichten sie den gleichen Rang wie der Gott Baal selbst.
Nach S. Moscati wurde in jeder phönizischen Stadt eine Trias aus Mann, Ehefrau und jugendlichem Sohn verehrt. Sie haben lokal unterschiedliche Namen. Die Göttin Aschtoret/Astarte/Tanit (rabat) galt als Gattin des Baal. Auch hier gibt es unterschiedliche lokale Namen: Astarte von Sidon, Astarte des Libanon, Baʿalat-Gebal, Baʿalat von Tyros
In Palmyra wurde Bel überwiegend als Trias zusammen mit dem Mondgott Aglibol und dem Sonnengott Jarchibol verehrt.

### Namensformen
An die Namen Baal wurden oft Zusätze (z. B. Stadt oder Name) angehängt. Einige Beispiele:
Stadt oder Region
Baal-Gad – Baal-Hazor – Baal-Peor – Baal-Gebal – Baalbek – Baal Ugarit
Berge
Baal-Libanon – Baal-Zaphon – Baal Karmel – Baal-Qarnaim
Stadtgötter
Baal Eschmun von Sidon – Baal Melkart von Tyros
Beinamen
Adon (Herr) – ha Melech (der König)
Andere Namenszusätze
Baal-Berit (Herr des Bundes) in Sichem – Baal-Sebub (Herr der Fliegen) in Ekron – Baal Hammon (Herr der Räucheraltäre) – Baal des Amanos – Baal Zebul (erhabener Herr).

## Baal in Ägypten
| b | Z4 · r | Z1 |

| b | Z4 · r | Z1 |

| b | a · r | w | E20 |

| b | a · r | w | E20 |

| b | Z4 · r | Z1 | C6 | G7 | U28 | G1 | Q3 | Z7 | N35 · G1 | G7 |

| b | Z4 · r | Z1 | C6 | G7 | U28 | G1 | Q3 | Z7 | N35 · G1 | G7 |

Baal wird erstmals im Neuen Reich unter Amenophis II. genannt. Ein Heiligtum hatte er in Memphis und trug dort analog zur hebräischen Bezeichnung בַּעַל צְפֹן [baʕal t͡səɸɔn] „Herr des Nordens“ den Beinamen Safon. Exodus 14,2  zufolge existierte ein Heiligtum am Schilfmeer. Unter der Annahme der Historizität des Exodus und der Verlässlichkeit in den Büchern Chroniken und Könige angegebener Zahlen müsste dieses Heiligtum bereits zur Zeit von Thutmosis III. oder früher gebaut worden sein.
In der Ramessidenzeit drang Baal als kriegerischer, mächtiger Gott in die ägyptische Königsideologie ein; dem König wurden seitdem Epitheta wie „starkmütig wie Baal“, „groß an Schrecken wie Baal“, „Baal in Person“, „Gebrüll wie das des Baal im Himmel“, „wie Baal, der Macht hat über seine Feinde“ zugeordnet.
Baals Funktionen und Darstellungen wurden in Ägypten also völlig verändert: Er wurde mit Seth gleichgestellt: Seth als Baal und Baal als Seth. Typisch asiatische Merkmale der ägyptischen Darstellung sind: konische Mütze, Stierhörner und ein bestimmter Schurz. Die Attribute Götterbart, Lebenszeichen und Zepter wurden an die ägyptische Umgebung angepasst. Lediglich seine Eigenschaft als Wettergott blieb erhalten.

## Baal in der Bibel
In der Bibel wird der Ausdruck Baal synonym als Name für eine Reihe von Lokalgottheiten verwendet; das hebräische Wort Baal erscheint in der Bibel jedoch auch in seiner nichtreligiösen Bedeutung Herr, Besitzer, Ehemann.
Nach dem biblischen Bericht gerieten die Israeliten bereits während der Wüstenwanderung in Kontakt mit dem Baalskult (4 Mos 25,3 ). In den Erzählungen wird meist ein scharfer Gegensatz betont. Andererseits zeigen Baal-haltige Namen, dass in der Frühzeit Israels JHWH- und Baal-Verehrung nicht als Gegensatz empfunden worden sind: Saul nannte seinen ersten Sohn Jonathan (J(H)W(H) hat geschenkt), einen weiteren Ischbaal (Mann Baals). David nannte einen Sohn Adonija (Mein Herr ist JH(WH)), einen anderen Beeljada (Baal hat erkannt, 1 Chr 14,7 ).
Baal wurde über Jahrhunderte hinweg insbesondere in Nordisrael verehrt (vgl. z. B. 1 Kön 16,32 ); sowohl in den biblischen Elija-Erzählungen als auch im Buch Hosea wird dagegen polemisiert und stattdessen monolatrische JHWH-Verehrung gefordert. Hos 2,18  legt nahe, dass das Wort Baal (entsprechend seiner ursprünglichen Etymologie) als Titel vormals auch für JHWH selbst gebraucht worden war (wogegen sich der Prophet aus mehreren Gründen wendet). Dessen Verehrung in Nordisrael ist zumindest teilweise mit dem kulturellen und religiösen Einfluss von Tyros zu erklären.
In der prophetischen Kritik begegnet auch der Vorwurf der Verbrennung von Kindern als Opfer für Baal (Jer 19,5 ), der ähnlich von den Römern gegen die Karthager erhoben wurde. Die Historizität der antiken Berichte über Kindsopfer für Baal und die Deutung der archäologischen Evidenz im phönizisch-punischen Bereich ist allerdings umstritten.
Bibelstellen zu Baal:
- Mose und Geschichtsbücher: 4 Mos 25,3+5 EU, 5 Mos 4,3 EU, Ri 2,13 EU, 6,31–33 EU, 1 Kön 16,31–32 EU, 18,19–26 EU, 19,18 EU, 22,54 EU, 2 Kön 1,2–6 EU, 1,16 EU, 10,18–28 EU, 17,16 EU, 21,3 EU, 23,4–5 EU
- Jeremia: Jer 2,8 EU, 7,9 EU, 11,13 EU, 11,17 EU, 12,16 EU, 19,5 EU, 23,13 EU, 23,27 EU, 32,29 EU, 32,35 EU, 46,1 EU, 50,2 EU, 51,44 EU
- Sonstige Propheten: Dan 14,1-22 EU, Hos 2,10 EU, 2,18 EU, 13,1 EU, Bar 6,41 EU
- Neues Testament: Röm 11,4 EU.

## Baal im Koran
Im heiligen Buch der Muslime wird auf Baal als Götze Bezug genommen. In Sure 37, Verse 123–132 heißt es „Auch Ilyas (biblisch Elija) war [ist] wirklich einer der [von Gott/Allah] Gesandten. Als er zu seinen Leuten sagte: ‚Wollt ihr [denn] nicht gottesfürchtig sein? Wollt ihr [denn] zu Baal beten und [dafür] den besten Schöpfer [den man sich denken kann] aufgeben, [den einen] Gott, euren Herrn und den Herrn eurer Vorväter?‘ Da ziehen sie ihn der Lüge. […] Und wir hinterließen ihm [als Vermächtnis] unter den späteren [Generationen] den Segenswunsch: ‚Heil sei über Ilyas!‘ So vergelten wir denen, die fromm sind. Er ist [einer] von unseren gläubigen Dienern.“

## Weiterleben
Der Name Baal lebt in Balthasar und Hannibal (phönizisch für „Baal ist gnädig“) fort. Auch das Wort Beelzebub oder Baal-Sebub („Herr der Fliegen“) geht auf Baal zurück und stellt im Neuen Testament eine Bezeichnung für den Teufel dar (vgl. später auch den Dämon Baal). Im Jahr 218 n. Chr. wurde versucht, den Baal von Emesa, Elagabal, als Reichsgott des Imperium Romanum einzuführen; der Gottheit wurde in Rom ein großer Tempel, das Elagaballium, errichtet, doch nach der Ermordung des Kaisers Marcus Aurelius Antoninus im Jahr 222 wurde das Vorhaben, das bei der stadtrömischen Bevölkerung auf Unverständnis gestoßen war, abgebrochen.
Baal findet sich auch als Bestandteil von Ortsnamen, z. B.:
- 'Ain-Baal (Auge Baals, Libanon)
- Baalbek (بعلبك)
- Baalshmay (Herr des Himmels, Libanon) بعل شمي
- Onu-Ba (heute Huelva, Spanien)